# El castillo embrujado (película de 1960)
El castillo embrujado (en alemán: Das Spukschloß im Spessart) es una película de comedia de Alemania Occidental de 1960 dirigida por Kurt Hoffmann. Se inscribió en el 2.º Festival Internacional de Cine de Moscú, donde ganó el Premio de Plata. La película es una secuela de The Spessart Inn (1958) y fue seguida por Glorious Times at the Spessart Inn (1967). Se rodó en los Bavaria Studios de Múnich. Los decorados de la película fueron diseñados por los directores de arte Hein Heckroth y Willy Schatz.

## Trama
El castillo embrujado es una película dirigida por Kurt Hoffmann en 1960 que cuenta la historia de un joven estudiante de medicina llamado Stefan, quien llega a un castillo para trabajar como asistente de un médico. Desde su llegada, Stefan se ve envuelto en una serie de extraños sucesos que hacen que se pregunte si el castillo está realmente embrujado. La película tiene un ambiente misterioso y siniestro que mantiene al espectador en vilo desde el principio hasta el final. El uso de la música y los efectos de sonido ayuda a crear una atmósfera inquietante que aumenta la tensión en cada escena.
La actuación de los actores es sobresaliente, en especial la del actor principal, Janos Ban, quien interpreta el papel de Stefan con una gran sensibilidad y realismo. La química entre los personajes también es muy buena, lo que hace que la historia sea aún más creíble.
En cuanto a la dirección, Kurt Hoffmann logra mantener un ritmo constante en la trama, sin dejar ningún cabo suelto. Además, la cinematografía es impresionante, con una fotografía oscura y tenebrosa que se adapta perfectamente al tono de la película.